# Тляцуда
Тляцуда (цез. Лъоцхо) — село в Цунтинском районе Республики Дагестан. Административный центр Тляцудинского сельсовета.

## География
Село находится на берегу реки Метлуда, на расстоянии 16 км к северу от села Цунта, административного центра района.

## Население
| 1869 | 1888 | 1895 | 1926 | 1939 | 1970 | 1989 |
| ---- | ---- | ---- | ---- | ---- | ---- | ---- |
| 135  | ↗167 | ↗173 | ↘91  | ↗202 | ↗232 | ↗280 |
| 2002 | 2010 | 2021 |      |      |      |      |
| ↗363 | ↘303 | ↗410 |      |      |      |      |

### Национальный состав
По данным Всероссийской переписи населения 2010 года — моноэтническое дидойское село.